# Se hace saber
Se hace saber fue un programa de televisión de corte cómico, emitido en La 1 de Televisión Española desde el 24 de diciembre de 2013  hasta el 21 de febrero de 2014. El formato cuenta con la presentación de Goyo Jiménez y la colaboración de Agustín Jiménez, Arturo González-Campos, Berta Collado, Iñaki Urrutia, Leo Harlem y Sergio Fernández "El Monaguillo". Debido a su baja audiencia, el programa no pudo renovar y las tres últimas entregas fueron emitidas en el late night. En diciembre de 2014 el programa se reemitió en La 2 a las 20:30, justo antes de Página 2.

## Formato
Se hace saber consiste en la emisión de breves sketches en donde se mezclan situaciones de la vida cotidiana española con el surrealismo, pero con sentido cómico para toda la familia. Cabe destacar que el programa mezcla indistintamente sketches de situación y de personajes.

## Secciones y personajes
- Ñ men: un grupo de individuos (Torrezno, Saeta Verde, Súper Maja y el profesor Moscoso) con poderes especiales que luchan por la justicia, la libertad y que sirve de peña para fiestas.

- Zacarías Melindrón: un particular chef defensor de los valores más tradicionales de la cocina ibérica con sustancia en el que hará la sección: 'S'acabó' y 'MasterChef Somostre'.

- Rafa y Javi: amigos forever: amigos de toda la vida.

- Leocadio Botillo: charcutero y académico: estudioso del carácter español.

- Klagkhal Klagkhalakhs: pastor montañés llegado desde el lejano Kafiristáns.

- The Guarriors: los guerreros del metro, una banda callejera defensora de lo que nadie defiende.
- Ramon Martirio Pilón (Francisco Javier Pastor)  Cocinero que echa a Goyo Jiménez del restaurante por su mal comportamiento en capítulo 6

- ¿Quién vive ahí, en la historia?: reportajes de Berta Collado durante un viaje por diferentes épocas de la historia.

- Su Señoría, un diputado de un partido imaginario, Eduardo Melencio, eternamente enfrentado con su oponente imaginario.

- Cine ibérico: grandes películas acabadas con un original punto de vista.

- Crónicas de Somostre Bajo: con la disparatada visión del mundo de su alcalde, don Melitón Cabañas.

- Panegíricos: una sección que se reirá de lo más trágico de nuestro destino.[4]

## Episodios y audiencias
| Temporada | Temporada | Episodios | Estreno                 | Final                 | Audiencia    | Audiencia | Audiencia |
| Temporada | Temporada | Episodios | Estreno                 | Final                 | Espectadores | Cuota     |           |
| --------- | --------- | --------- | ----------------------- | --------------------- | ------------ | --------- | --------- |
|           | 1         | 8         | 24 de diciembre de 2013 | 21 de febrero de 2014 | 1 169 000    | 7,9%      |           |

### Primera temporada (2013-2014)
| N.º (serie) | N.º (temp.) | Título                                                            | Fecha de emisión        | Audiencia         |
| ----------- | ----------- | ----------------------------------------------------------------- | ----------------------- | ----------------- |
| 1           | 1           | «Chiquito de la Calzada apadrina el estreno en la Nochebuena»     | 24 de diciembre de 2013 | 2 046 000 (18,9%) |
| 2           | 2           | «'Espartaco' con nuestro punto ibérico»                           | 10 de enero de 2014     | 1 398 000 (7,1%)  |
| 3           | 3           | «Una licencia para taxi y una buena dosis de gramática»           | 17 de enero de 2014     | 1 509 000 (7,8%)  |
| 4           | 4           | «Un abogado diferente y otra misión para los 'Ñ men'»             | 24 de enero de 2014     | 1 103 000 (5,6%)  |
| 5           | 5           | «Una charla sobre la transexualidad y las Olimpiadas de Somostre» | 31 de enero de 2014     | 1 307 000 (6,7%)  |
| 6           | 6           | «'El Resplandor' a nuestra manera»                                | 7 de febrero de 2014    | 709 000 (5,7%)    |
| 7           | 7           | «Hazañas bélicas peculiares»                                      | 14 de febrero de 2014   | 639 000 (5,2%)    |
| 8           | 8           | «Final de finales»                                                | 21 de febrero de 2014   | 641 000 (6,0%)    |